# Конституція Калмицької АРСР (1937)

Пірапор РРФСР (1937 -- 1954)

Прапор КАССР (1937 - 1938)

Прапор КАССР (1938 - 1943)

Конституція Калмицької АРСР 1937 - основний закон Калмицької Автономної Радянської Соціалістичної республіки ; який затверджений постановою II Надзвичайного З'їзду Рад Калмицької АРСР 23 червня 1937 р.  .

## Історія прийняття
5 грудня 1936 року на Надзвичайному VIII з'їзді Рад Союзу було затверджено Конституцію СРСР 1936 року. У червні-липні 1936 року у всіх республіках було створено конституційні комісії, які підготували проєкти республіканських конституцій.
Конституція Калмицької АРСР 1937 року є першою Конституцією Калмицької АРСР.
Конституція КАССР готувалася з урахуванням Конституції СРСР 1936 року й Конституції РРФСР 1937 року.
Головою Конституційної комісії був обраний перший секретар Калмицького обкому ВКП(б) Карпов Н. н. Комісія складалася із десяти осіб.
20 жовтня 1936 року в Елісті був  розглянутий і схвалений проєкт, та було прийнято рішення відправити проект до ЦВК СРСР для розгляду. ВЦВК Союзу РСР схвалили проєкт конституції.
Конституція КАСР 1937 року діяла до 1978 року .

## Структура Конституції Калмицької АРСР 1937 року
Конституція КАСР 1937 року складалася з 11 розділів та 114 статей. У ній були сформульовані основи суспільного та державного устрою, права та обов'язки громадян, і принципи виборчої системи.

## Основні положення Конституції Калмицької АРСР 1937 року
Глава I. 12 статей складають суспільний устрій. У главі проголошувалося, що Калмицька Автономна Радянська Соціалістична Республіка — соціалістична держава робітників та селян,  основу якої становлять Ради депутатів трудящих.
Розділ II. Державний устрій (6 статей). Визначалося місце КАССР у складі РСФРР та встановлювалися межі її компетенції. У статті 15 говорилося, що територія республіки може бути змінена без її згоди. Калмицька Автономна Радянська Соціалістична Республіка складається з улусів: Долбанського, Західного, Лаганського, Приволзького, Сарпінського, Центрального, Чорноземельського та міста Елісти,   підпорядкованого вищим органам державної влади Калмицької.
Розділ III. Найвищі органи державної влади Калмицької АРСР (19 статей). Роздіп Конституції визначив систему та правовий статус вищих органів державної влади та управління. Конституція проголосила вищим органом державної влади республіки Верховна Рада КАСР, яка на відміну від союзної, була однопалатною.
Верховна Рада Калмицької АРСР обиралася на 4 роки за нормою 1 депутат від 15 тис. мешканців. Місцеві органи державної влади, міські, районні, селищні та сільські Ради депутатів трудящих обиралися на 2 роки.  Прокурор Калмицької АРСР призначався Генеральним прокурором СРСР п'ять років.
Розділ IV. Органи державного управління Калмицької АРСР (11 статей). Вищим виконавчим і розпорядчим органом державної влади республіки ставала Рада Народних Комісарів КАСР.  На відміну від структури Конституції СРСР до Основного закону КАСРР була включена  спеціальна шоста глава, присвячена бюджету республіки. У ній наголошувалося: бюджет  затверджується Верховною Радою та публікується для загального відома.
Розділ V. Місцеві органи у структурі державної влади (20 статей). У розділі описано форми та методи діяльності місцевих органів державної влади республіки. Поради депутатів трудящих на місцях повинні керувати культурно-політичним та господарським будівництвом району, міста чи села  На відміну від з'їздів Рад, які працювали періодично та короткочасно, усі місцеві Ради депутатів трудящих Калмицької АРСР працювали протягом двох років (термін обрання).
Розділ VI. Бюджет Калмицької АРСР (4 статті). Бюджет республіки затверджувався Верховною Радою КАСРР. Джерелами формування бюджету були доходи від місцевого господарства, відрахування від державних доходів та надходження від місцевих податків і зборів у розмірах, встановлених законодавством СРСР і РРФСР.
Розділ VII. Суд та прокуратура (12 статей). Розділ відповідав союзній і російській Конституціям. Особливістю було  ведення судочинства російською та калмицькою мовами із забезпеченням для тих, хто не володіє цими мовами, ознайомлення з матеріалами справи через перекладача, та  права виступати судом рідною мовою.
Розділ VIII. Основні правничий та обов'язки громадян (16 статей). 
Розділ IX. Виборча система (10 статей). Змінилося положення про виборчу систему: були зняті обмеження на голосування та вибори стали загальними, рівними при таємному голосуванні.
Глава X. Герб, прапор, столиця (3 статті). У розділі визначалися атрибути КАСР:
- Державним гербом республіки був герб РРФСР а написи «РРФСР» та «Пролетарі всіх країн, з'єднуйтесь! » були зроблені російською та калмицькою мовами, а під написом «РРФСР» містився напис російською та калмицькою мовами «Калмицька АРСР».
- Державним прапором оголошувався державний прапор РРФСР, що складається з червоного полотнища, в лівому кутку якого поміщені золоті букви «РРФСР» російською і калмицькому мовами, з додаванням під написом «РРФСР» буквами меншого розміру написи «Калмицька АРСР».

Столицею КАСРС є місто Еліста .
Розділ XI. Порядок зміни до Конституції. Зміни до Конституції могли проводитися за рішенням Верховної Ради Калмицької АРСР, ухваленим не менше 2/3 голосів. Рішення мало затверджуватись Верховною Радою РРФСР.